# Куцохвостик ангольський
Куцохвостик ангольський (Macrosphenus pulitzeri) — вид горобцеподібних птахів родини Macrosphenidae.

## Поширення
Ендемік Анголи. Поширений у реліктових сухих лісах на заході країни.